# Université fédérale de l'ABC

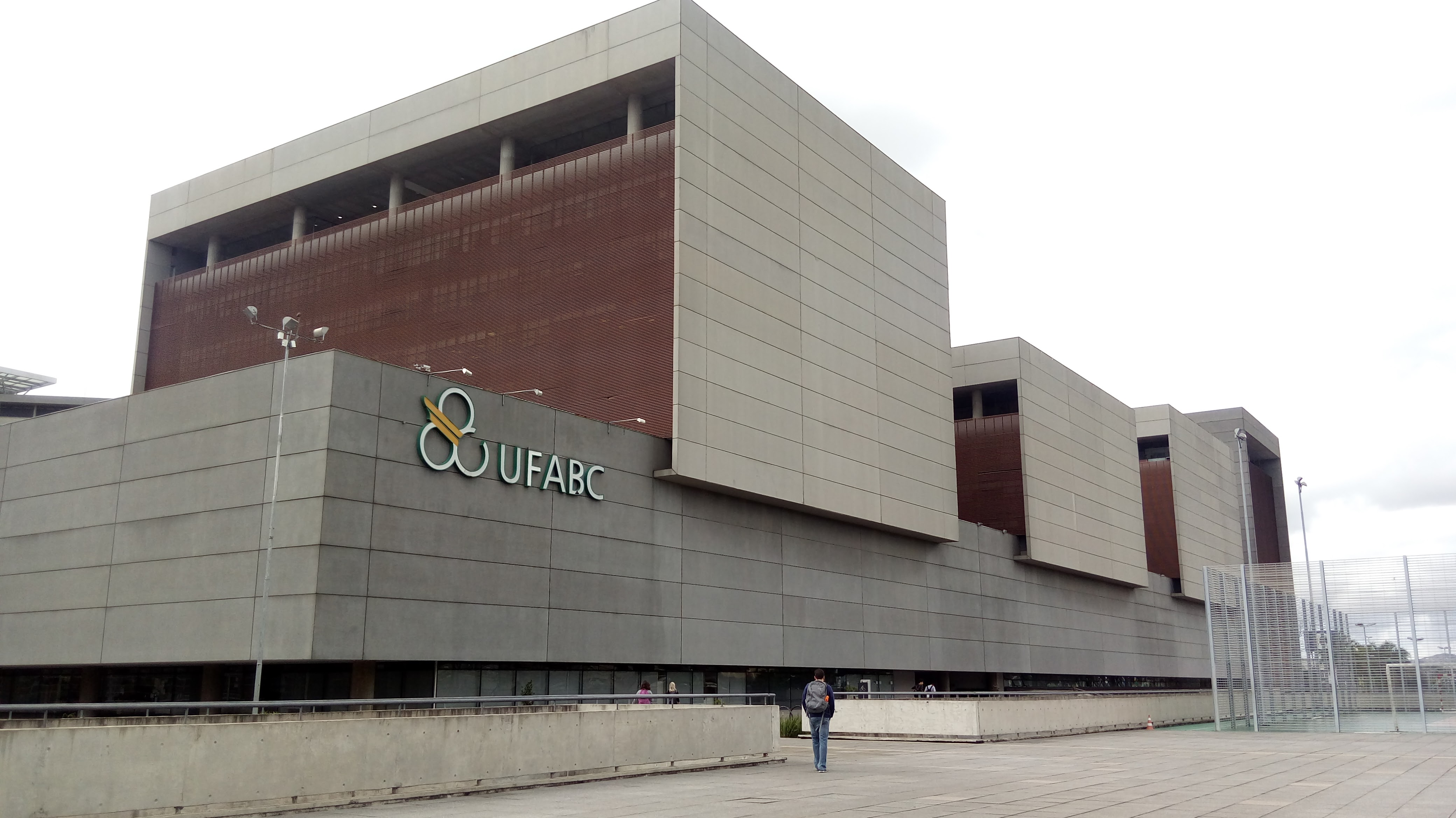
Campus de Santo André.

L'université fédérale de l'ABC  (en portugais Universidade Federal do ABC, UFABC) est une institution publique fédérale de l'enseignement supérieur basée à Santo André, São Paulo, et avec des activités prévus dans différentes villes de la région de  ABC, tous dans le même état.
Le président du comité qui a formulé la proposition de la création de l'université, Luiz Bevilacqua, qui est devenu son deuxième président, a déclaré qu'il permettra aux étudiants de développer leur créativité et audace.
L'université fédérale de l'ABC est la seule université fédérale brésilienne avec 100 % des enseignants titulaires d'un doctorat et pour la deuxième année consécutive en 2011 apparaît comme la seule université brésilienne avec facteur d'impact moyen des publications scientifiques au-dessus de la moyenne mondiale selon le SCImago Institutions Rankings (en),.

## Organisation
L'université est organisée en trois pôles de connaissance :
- Centre d'ingénierie, modélisation et sciences sociales appliquées (Centro de Engenharia, Modelagem, e Ciências Sociais Aplicadas)
- Centre de mathématiques, informatique et cognition (Centro de Matématica, Computação e Cognição)
- Centre des sciences naturelles et des sciences humaines (Centro de Ciências Naturais e Humanas)

## Cours de Premiere Cycle
Tous les étudiants qui entrent à l'université doivent choisir l'un des deux baccalauréat interdisciplinaire (avec un duration de trois années):
- Baccalauréat en Science et Technologie (BCT)("Bacharelado em Ciência e Tecnologia")

- Baccalauréat en Sciences et Humanités (BCH) ("Bacharelado em Ciências e Humanidades")

Après ces trois années, les étudiants peuvent choisir de poursuivre leurs études en s'inscrivant à l'un des cours suivants :
- Cours liés au BCT

```
 *Baccalauréat en Neurosciences
 *Baccalauréat en Informatique
 *Baccalauréat en Biologie
 *Licence en Biologie
 *Baccalauréat en Physique
 *Licence en Physique
 *Baccalauréat en Mathématiques
 *Licence en Mathématiques
 *Baccalauréat en Chimie
 *Licence en Chimie
 *Ingénierie de l'Environnement et Urbaine
 *Ingénierie Énergétique
 *Ingénierie des Matériaux
 *Ingénierie de l'Information
 *Ingénierie d'Instrumentation, Automatisation et Robotique
 *Ingénierie Aérospatiale
 *Ingénierie Biomédicale
 *Ingénierie de Gestion
```

- Cours liés au BCH

```
 *Baccalauréat en Politique Publique
 *Baccalauréat en Sciences Economiques
 *Baccalauréat en Philosophie
 *Licence en Philosophie
 *Baccalauréat en Aménagement du Territoire
 *Baccalauréat en Relations Internationales
```

## Cours Postuniversitaires
L'Université dispose de plusieurs cours post-universitaires au sens strict (maîtrise (MSc) et/ou doctorat (PhD)) approuvés par CAPES. Ils sont:
- Biosystems
- Biotechnoscience
- Informatique
- Sciences et Technologie/Chimie
- Science Environnementale et Technologie
- Sciences Humaines et Sociales
- Dispositifs et Instrumentation
- Ingénierie Biomédical
- Énergie
- Ingénierie Électrique
- Ingénierie de l'Information
- Ingénierie Mécanique
- Education, Histoire et Philosophie des Sciences et des Mathématiques
- Evolution et Diversité
- Philosophie
- Physique
- Mathématiques
- Matériaux et Nanosciences Avancées
- Neurosciences et Cognition
- Planification et Gestion des Terres
- Politiques Publiques